# インド国定暦
インド国定暦（インドこくていれき、英語：Indian national calendar、Saka calendar）とは、様々な暦が存在するインドにおいて、西暦1957年以来、「統一暦」として公式に採用されている暦法。紀元をサカ紀元（またはサカ紀、シャカ紀元）とするサカ暦（またはシャカ暦）を元にしているが、インドの伝統的なヒンドゥー暦が太陰太陽暦であるのに対してインド国定暦は太陽暦である。インド国定暦やサカ暦、インド太陽暦のほかに単に国定暦、また国民暦と呼称されることもある。ここではサカ紀元による紀年法としての側面についても述べる。

## 概説
インド政府及び主要メディアはグレゴリオ暦（西暦）と共に併用することが多い。また、地域・民族によってはイスラム暦やベンガル・カレンダーなど各地域・民族固有の暦と併用することも多い。
この暦ではサカ紀元の紀元に当たる西暦78年を「インド国定暦0年」として数える。インドではかつてより、紀年法などにおいても「数え」よりも「満」で年数を数えることが多い。この紀元はクシャーナ朝カニシカ王が制定したなど諸説あるがはっきりしない。年始はグレゴリオ暦の3月22日（閏年は3月21日）に当たる。紀元が「0」から始まっているため、グレゴリオ暦で平年かつ3月22日（年始）以降では西暦から78年を引き、3月21日以前では79年を引くと国定暦の年になる（閏年の場合は共に1日前にずらして考える）。例えば西暦2000年3月21日は国定暦1922年に当たる。閏年を調べるには、国定暦に78年を足しその合計数が西暦で閏年かどうか確認する。
インドでは国定暦（サカ暦）以外にもサカ紀元（西暦77 - 79年）を紀元とする暦が数多く存在する（主に南インドで使用される）。一方、北インドではヴィクラマ紀元（西暦紀元前58年 - 56年）を紀元とする暦も多く使用されている。上述の通り国定暦の決まりでは紀元を「0年」として数える（満）ことになっているが、暦の種類や地方、さらに使う人によって紀元を「1年」として数える（序数年・数え）場合もままあるので、歴の計算をするときなどは注意が必要である。

## 月名称
| 月 | 名称                                                                    | 期間  | グレゴリオ暦開始日 |
| -- | ----------------------------------------------------------------------- | ----- | ------------------ |
| 1  | チャイトラ＊1（Caitra चैत्र）                                             | 30/31 | 3月22日＊2         |
| 2  | ヴァイサカ／ヴァイシャーカ（Vaiśākha वैशाख）                              | 31    | 4月21日            |
| 3  | ジャイスタ／ジャイシュタ（Jyeṣṭha ज्येष्ठ）                                | 31    | 5月22日            |
| 4  | アーサダ／アーシャーダ（Āṣāṛha आषाढ़）                                    | 31    | 6月22日            |
| 5  | スラバナ／シュラーヴァナ（Śrāvaṇa श्रावण）                                | 31    | 7月23日            |
| 6  | バードラ／バードラパダ（Bhādrapada भाद्रपद）                              | 31    | 8月23日            |
| 7  | アスビナ／アーシュヴィナ（Āśvina आश्विन）                                 | 30    | 9月23日            |
| 8  | カルディカ／カールッティカ （Kārtika कार्तिक）                             | 30    | 10月23日           |
| 9  | アグラハヤナ／マールガシールシャ（Agrahāyaṇa/Mārgaśīrṣa अग्रहायण/मार्गशीर्ष） | 30    | 11月22日           |
| 10 | パウサ／パウシャ（Pauṣa पौष）                                            | 30    | 12月22日           |
| 11 | マーガ／マーガ（Māgha माघ）                                              | 30    | 1月21日            |
| 12 | パルグナ／パールグナ（Phālguna फाल्गुन）                                   | 30    | 2月20日            |

＊1：月の日本語での読み方は『現代こよみ読み解き辞典』及び『南アジアを知る事典』を参照。
＊2：閏年の場合、チャイトラ（第一月）は31日間で西暦3月21日に開始する。太陽の黄道に基づき、一年の前半の月はすべて31日間となっている。
なお、月の呼び名はヒンドゥー教の太陰太陽暦から引き出されており、発音や綴りが何通りも存在するため、混乱や議論の元となっている。

## 経緯
暦法は、インドで最も古い学問の一つであり、ヴェーダ補助学として古代に成立した。太陽や月の位置から割り出した暦法は、後に占星術とともに伝えられたヘレニズム天文学に影響され変化を遂げていったが、さらに、インドの長い歴史の中でそれぞれの地域で固有の暦が発展していった経緯がある。このため、独立したインド政府は改暦委員会を設け、1957年にヒンドゥー暦等を統一するための天文学的公式を発表。しかし、こうした努力にもかかわらず依然古文書を根拠とする地域もある。
インド国定暦は、サカ暦1879年チャイトラ月1日（西暦1957年3月22日）に正式に開始したが、未だに（特に新年に関し）各々の暦を優先する風潮も残っている。

## ラーシュトリーヤ・パンチャーンガ
改暦委員会は、多くの地域で用いられている暦と同様に10世紀発行の『スーリヤ・シッダーンタ』（中世インドの数学及び天文学論文）に基づく太陰太陽暦を定義した宗教用の暦「ラーシュトリーヤ・パンチャーンガ」も発行。
「パンチャーンガ」とはサンスクリット語で「5つの要素」を意味し、暦を構成する5つの項目、すなわち太陰日、太陰月、半日、太陽と月の角度、太陽時を指し、古来からインドでは様々な団体により発行されてきた。
ラーシュトリーヤ・パンチャーンガでは、月は、日の出時の恒久星座に対する太陽の位置に基づき、満月の対蹠地点を観測することで計算される。恒久星座を用いた計算により固定閏年の規則は避けられるが毎月の日数が1日ないし2日ずれてしまう。グレゴリオ暦に日付を変換したり、週の曜日計算には天体暦に精通している必要がある。故に、一般市民は地域の天文学的権威が発行するパンチャーンガないし生活暦を参照する。
パンチャーンガは様々な団体から発行されてきたが、時間が経つに連れ、パンチャーンガの権威とされる団体数も増え、各々の地理的な差異や計算方法の差異が現れ始め、地域間で数日の隔たりがある暦が作成されるようになった。同一地域内でも複数の団体が存在することがあり、稀にではあるが、祭日の設定にひと月近い隔たりが生じる場合もある。統一暦「ラーシュトリーヤ・パンチャーンガ」はこのような宗教祭日の混乱を避ける目的で作られた。